# クレヨンしんちゃん外伝 エイリアン vs. しんのすけ
『クレヨンしんちゃん外伝 エイリアン vs. しんのすけ』（クレヨンしんちゃんがいでん エイリアンバーサスしんのすけ）は、2016年8月3日よりAmazonプライム・ビデオで独占配信されているウェブアニメ。『クレヨンしんちゃん』としては初の連続ドラマ形式をとっており、初めて新作がウェブで配信される。
『クレヨンしんちゃん』アニメ化25周年記念作品および、外伝シリーズ第1弾。舞台は日常のシーンを描くテレビシリーズにはない“近未来宇宙”を描いたSFサスペンスでの設定で、笑いと緊張感のあるストーリー展開している。Amazonプライム・ビデオにて、2016年8月3日より独占配信される。これはAmazonビデオのアプリを利用して視聴することができる。
1話7分30秒で、全13話。監督の三原三千夫曰く、「どうしても入りきらない内容に30秒引き延ばしてもらった」とのこと。

## ストーリー
“もしも、しんのすけが漂流宇宙船の中でエイリアンに遭遇したら”
近未来2116年、コールドスリープから目覚めた野原一家は、見慣れぬ宇宙船の中にいることに気づく。なぜここにいるのかはっきりしない中、乗組員がいなくなり、得体の知れない物体が彼らを襲う。
やがて、乗組員のひとりである隣のおばさん〈北本〉にそっくりの女性の正体がロボット・オバチンコであり、しんのすけたちを誘拐した張本人であることが判明した。彼女はオシリアンの食事係として彼らに貢献してきたものの、虐げられてきた不満から彼らを裏切り、最終的にはしんのすけら乗組員たちと共にオシリアンシップから脱出した。

## 本作のキャラクター
田中（たなか）→脱獄二郎（だつごく じろう）
見知らぬ宇宙船の乗組員の一人。しんのすけから「恐い顔」と言われるほど、強面な外見をしている。
2116年当時はサラリーマンでありサトーココノカドーの駐車場にいたと証言したが、実際はカスカベプリズンからの脱獄囚だった。みさえ曰く脱獄ファミリーの次男坊で、前科三百犯の極悪非道のお尋ね者。趣味は切手集め、好物はナポリタン。
生えている歯のうち3つを組み立てるとレーザー銃となる。
脱出用の宇宙船を爆破し乗組員メンバーを脅したり、食料を独り占めするなど自身を「看守」と称して好き放題するが、オシリアンシップ脱出時は協力し、僅かにある情を見せた。
丸出蛸助（まるで たこすけ）
見知らぬ宇宙船の乗組員の一人。
2116年当時はネオカスカビアン産業大学校1年生。写真集「3代目雛形あきこ2116夏」を買いにサトーココノカドーに来ていた。
気が弱く、突然の出来事に慌てふためくことが多い。
宇宙人のような外見からしんのすけたちから宇宙人と疑われ本人は否定していたが、実は「アンドロメダタコナンデス星」から来た本物の宇宙人だということが最終回で判明する。
只野エレン（ただの エレン）
見知らぬ宇宙船の乗組員の一人。
しんのすけたちよりも早くコールドスリープから目覚めており、現在が2116年より100年後の2216年であることなどを伝える。
2116年当時はトラックの運転手であり、火星からの荷物をサトーココノカドーへ運んでいた。
パワードリフトはジェームズと名前を付けるほど愛着があったらしく、ひろしからトラックが潰され宇宙に捨てられたことを聞いたときはショックを受け涙を浮かべるほど悲しんでいた。
オシリアンシップ脱出時は無事だったジェームズを使いオシリアンたちと戦った。
ボーちゃん
しんのすけたちを襲った謎のロボット。一つ目と風船のような外見が特徴で、「ボーッ」という音を発しながら滑るように移動する。名前はしんのすけが命名。
その正体はお掃除ロボットで、何でも吸い込んでバラバラにする。隣のおばさん曰く潔癖性で何を考えているかわからないらしく、隣のおばさんもゴミと間違えられて会う度に吸い込まれそうになるらしい。最終回でしんのすけとシロを襲うがジェームズを吸い込んでショートをおこし爆発した。
隣のおばさん〈北本〉→オバチンコ
しんのすけたちを誘拐した張本人であるロボット。オシリアンの食事係であり宇宙船の船長でその星の生命体に変装して星に潜入したりした。隣のおばさんのボディと濃いピンク色の触手の付いた一つ目のロボットとそれぞれ別行動することができる他、戦闘能力も高く、お玉などの家事道具を出したり、手を伸ばす機能を持つ。名前はしんのすけが命名したもので「おばさんのどちんこロボット」の略称。内面がおばさんのような性格であるためかなりのおしゃべり。
オシリアン
尻のような外見をした巨大なエイリアンであり、この一件の黒幕。人の言葉は喋らないが知能は高く、「宇宙生命体爆食いツアー」で数々の星に住んでいる生命体を喰らってきた（隣のおばさん曰く「完全生命体」「食物連鎖の頂点」）。オシリアンシップという宇宙船の中に複数いる。腹が満たされないかぎり捕食し続ける凶暴な性格で、隣のおばさん曰くケチでロボ使いが荒いらしい。また生命力も非常に高く宇宙空間でも活動できる。

## 用語
宇宙船→オシリアンシップ
オシリアンたちの乗る宇宙船。
謎の砂時計
光の砂が落ちていく謎の装置。
正体は隣のおばさんがしんのすけたちの調理のためセットしたキッチンタイマーだった。上段が青い砂、下段が赤い砂で赤い砂が時間が経つにつれ上段に上がり落ち、完全に上段に上がり落ちきると、オシリアンが目覚める。
謎の食料
ピンク色のゼリー状の食料。食べて時間が経つと身体が膨張してしまうが、タイミングは個人差がある。
オシリアンにしんのすけたちを食べさせるため、隣のおばさんが用意した太らせる食料だった。
ジェームズ
エレンが仕事で使っていた愛用のパワードリフト。
オシリアンとの戦いで活躍したが、最後はエレンが自分たちの身を守るため別れを告げ、襲いかかるボーちゃんに吸い込まれ爆発した。

## キャスト
- しんのすけ - 矢島晶子
- みさえ - ならはしみき
- ひろし - 藤原啓治（1 - 8[2]）→森川智之（9[3] - 13）
- ひまわり - こおろぎさとみ
- シロ - 真柴摩利
- おばさん→のどちんこロボ - 鈴木れい子
- ヨシリン - 阪口大助
- ミッチー - 大本眞基子
- 悪い顔の男→田中→脱獄二郎 - 山口りゅう
- 青年→丸出蛸助 - 青山穣
- 女→只野エレン - 佐武宇綺

## 制作
シンエイ動画の荒木元道プロデューサーは、「クレヨンしんちゃんがアニメ化されて25年がたちました。この大事な節目に、今までのテレビや映画とは違う新しいクレヨンしんちゃんを皆さんにお届けしたいと思っています」とコメント。またAmazonプライム・ビデオ・コンテンツ事業本部長のジェームズ・ファレルは、「私共は、大人気のアニメキャラクターが、初めてネットドラマに登場するだけではなく、初めてキッズ向けのSFスリラーに主演することをとても喜んでおります」と語っている。

### スタッフィング
監督は、『爆睡!ユメミーワールド大突撃』（2016年、コンセプトデザイン・絵コンテ・演出・原画）や『SHIN-MEN』（2010年、演出・絵コンテ、作画監督）を担当した三原三千夫が務めており、本作は三原の初監督作品でもある。本作では監督の他、キャラクターデザイン原案やセットデザイン、全話絵コンテも担当している。
脚本・シリーズ構成はテレビシリーズおよび劇場版で脚本を務めるうえのきみこ、キャラクターデザイン・総作画監督はテレビシリーズで作画監督・原画を担当し、劇場版ではキャラクターデザインも兼任している末吉裕一郎を起用。

## スタッフ
- 原作 - 臼井儀人（らくだ社）
- 連載 - 双葉社、まんがタウン
- 監督・絵コンテ・セットデザイン - 三原三千夫
- シリーズ構成・脚本 - うえのきみこ
- キャラクターデザイン・総作画監督 - 末吉裕一郎
- 作画 - 末吉裕一郎、尾鷲英俊、原勝徳、林静香、大武正枝 他
- 動画検査 - 小原健二
- 色彩設計 - 今泉ひろみ
- 色指定 - 齋藤智子（第1-3話）、山﨑大輔（第4-10・12-13話）、渡邊絵梨（第11話）
- 美術監督 - 楜澤裕香
- 撮影監督 - 廣地研二
- 編集 - 岡安プロモーション、中葉由美子
- ビデオ編集 - 東京現像所、金沢佳明、松岳孝明
- 制作デスク - 中島進
- 制作進行 - 櫻井洋介（第1-2・7-8話）、紙谷泰吏（第3-4・9-10話）、岩岡夢子（第5-6・11-13話）
- 音響監督 - 浦上靖之
- 音響制作 - AUDIO PLANNING U
- ミキサー - 田口信孝
- アシスタントミキサー - 鶴巻慶典
- 音響制作デスク - 土屋枝穂
- 音響効果 - 松田昭彦（フィズサウンド・クリエイション）
- 音楽 - 多田彰文
- 音楽制作 - イマジン、齋藤裕二、鈴木啓之
- メインタイトルロゴ - 村井香里（タイムマシン）
- 音楽協力 - テレビ朝日ミュージック
- 渉外担当 - 小久保聡（テレビ朝日）
- 事業プロデュース - テレビ朝日アニメプロジェクト
- プロデューサー - 松久智治、中世古裕美（第5話-）（テレビ朝日）、吉田有希、荒木元道（シンエイ動画）
- 配信元 - Amazonプライム・ビデオ
- 製作 - テレビ朝日、シンエイ動画

## 各話リスト
| 話数         | サブタイトル              | 演出       | 作画監督   | 配信日        |
| ------------ | ------------------------- | ---------- | ---------- | ------------- |
| エピソード1  | 目覚め                    | 鈴木大司   | 末吉裕一郎 | 2016年 8月3日 |
| エピソード2  | 乗客                      | 鈴木大司   | 針金屋英郎 | 8月10日       |
| エピソード3  | 犯人は誰だ?               | 今泉賢一   | 原勝徳     | 8月17日       |
| エピソード4  | 正体                      | 今泉賢一   | 林静香     | 8月24日       |
| エピソード5  | 食料                      | 山口晋     | 針金屋英郎 | 8月31日       |
| エピソード6  | 10人と1匹いる!            | 山口晋     | 尾鷲英俊   | 9月7日        |
| エピソード7  | 人間の証明                | 鈴木大司   | 針金屋英郎 | 9月14日       |
| エピソード8  | 脱獄                      | 鈴木大司   | 原勝徳     | 9月21日       |
| エピソード9  | 食事の時間                | 今泉賢一   | 末吉裕一郎 | 9月28日       |
| エピソード10 | のどちんこ                | 今泉賢一   | 針金屋英郎 | 10月5日       |
| エピソード11 | おしり                    | 鈴木大司   | 尾鷲英俊   | 10月12日      |
| エピソード12 | オシリアン vs. しんのすけ | 鈴木大司   | 原勝徳     | 10月19日      |
| エピソード13 | 地球へ                    | 三原三千夫 | 針金屋英郎 | 10月26日      |

## 主題歌
エンディングテーマ「オラはにんきもの 25thMIX」
作詞 - 里乃塚玲央 / 作曲 - 小杉保夫 / 編曲 - 前山田健一 / 歌 - のはらしんのすけ（声 - 矢島晶子）
ボーカルは元音源から引き抜いたものを使用している。